# Grande Fratello
Grande Fratello (de asemenea abreviat GF) este un reality show transmis în Italia pe Canalul 5 din anul 2000, produs de Endemol și bazat pe formatul olandez Big Brother. Protagoniștii acestei emisiuni sunt persoane necunoscute sau parțial cunoscute publicului, împărțite egal intre bărbați și femei de diferite clase sociale și zone geografice, care își împart viața cotidiană unul cu celalalt sub același acoperiș, fiind urmăriți 24 de ore din 24 de diferite camere video.